# Dragon Fable
Dragon Fable je delno brezplačna spletna enoigralska fantazijsko pripovedna igra igranja vlog, izdana leta 2006 s strani floridskega podjetja Artix Entertainment, LLC. 
Igra se jo z uporabo miške. Igralec lahko izbere ime, spol in družbeni razred lika ter menja orožje na podlagi osnovnih zemeljskih elementov. Izbira razreda določa zmogljivost lika.
Nove zgodbe se dodajajo enkrat tedensko.